# Classic Brugge-De Panne 2022
Das Straßenradrennen Classic Brugge–De Panne 2022 war die 46. Austragung des belgischen Eintagesrennens. Das Rennen fand am 23. März statt und war Teil der UCI WorldTour 2022.

## Teilnehmende Mannschaften und Fahrer
Mit Ausnahme der Ineos Grenadiers und dem AG2R Citroën Team starteten alle UCI WorldTeams. Weitere 8 UCI ProTeams nahmen an dem Rennen teil. Die Teams Groupama-FDJ, Jumbo-Visma, Team Arkéa Samsic und TotalEnergies nutzten die sieben Startplätze pro Mannschaft nicht voll aus. Die Fahrer Szymon Sajnok (Cofidis), Mikkel Frølich Honoré (Quick-Step Alpha Vinyl Team), William Blume Levy (Uno-X Pro Cycling Team), Samuele Zoccarato (Bardiani CSF Faizanè) und Julien Morice (B&B Hotel p/b KTM) gingen nicht an den Start. Von den insgesamt 159 Startern erreichten 154 das Ziel.
Zu den Favoriten zählten aufgrund der flachen Topographie in erster Linie die Sprinter. Als mögliche Sieger galten Mark Cavendish (Quick-Step Alpha Vinyl Team), Sam Bennett (Bora-Hansgrohe), Tim Merlier (Alpecin-Fenix), Dylan Groenewegen (Team BikeExchange-Jayco), Arnaud Démare (Groupama-FDJ) und Pacal Ackermann (UAE Team Emirates). Weitere Sprinter, die das Rennen in Angriff nahmen, waren Cees Bol (Team DSM), Nacer Bouhanni (Team Arkéa-Samsic), Arnaud De Lie (Lotto-Soudal), Kristoffer Halvorsen (Uno-X Pro Cycling Team) und Olav Kooij (Jumbo-Visma).

## Streckenführung
Die Strecke führt über 207,9 km von Brügge nach De Panne. Nach dem Start geht es auf direktem Weg Richtung Westen nach Veurne, wo die Fahrer bereits nach 55 Kilometern den finalen Rundkurs erreichen. Nach 72,6 Kilometern wird zum ersten Mal die Ziellinie überfahren. Anschließend folgen drei Runden auf dem 45,1 Kilometer langen Rundkurs. Dieser führt von De Panne aus entlang der Küste nach Koksijde. Danach dreht die Strecke landeinwärts und erreicht Veurne wo auf der vorletzten Runde (59,8 Kilometer vor dem Ziel) ein Zwischensprint ausgetragen wird. Von Houthem aus geht es schließlich zurück nach De Panne, wobei die letzten sieben Kilometer mehrere Richtungswechsel und Straßenverengungen beinhalten. Die Zielgerade ist rund 800 Meter lang.
Die flache Topografie des Rennens stellt eine ideale Streckenführung für die Sprinter dar. Aufgrund der Nähe zur Nordsee, kann jedoch der Wind eine entscheidende Rolle spielen.

## Rennverlauf und Ergebnisse
Nach dem Start setzten sich mit Enrico Battaglin (Bardiani CSF Faizanè), Dimitri Peyskens (Bingoal Pauwels Sauces WB) und Jens Reynders (Sport Vlaanderen-Baloise) drei Fahrer ab. Der maximale Vorsprung, den die Ausreißer herausfahren konnten, betrug rund sechs Minuten. Während Jens Reynders sich den Zwischensprint (59,8 Kilometer vor dem Ziel) sichern konnte, wechselten sich die Teams der Sprinter in der Nachführarbeit ab und so wurden die Ausreißer schließlich rund 31 Kilometer vor dem Ziel gestellt. 1,5 Kilometer vor dem Ziel kam Pascal Ackermann (UAE Team Emirates) in einer rechts Kurve an zehnter Position liegend zu Sturz, wodurch sich eine Lücke im Feld ergab. Das Team Quick-Step Alpha Vinyl eröffnete den Sprint, der von Tim Merlier (Alpecin-Fenix) im Fotofinish vor Dylan Groenewegen (BikeExchange-Jayco) gewonnen wurde. Den dritten Platz belegte Nacer Bouhanni (Team Arkéa-Samsic).
| Platz | Fahrer            | Nation | Team                    | Zeit                   |
| ----- | ----------------- | ------ | ----------------------- | ---------------------- |
| 01.   | Tim Merlier       | BEL    | Alpecin-Fenix           | 4:45:41 h (43,66 km/h) |
| 02.   | Dylan Groenewegen | NED    | Team BikeExchange-Jayco | "                      |
| 03.   | Nacer Bouhanni    | FRA    | Team Arkéa-Samsic       | "                      |
| 04.   | Max Walscheid     | GER    | Cofidis                 | "                      |
| 05.   | Olav Kooij        | NED    | Jumbo-Visma             | "                      |
| 06.   | Arnaud Démare     | FRA    | Groupama-FDJ            | "                      |
| 07.   | Simone Consonni   | ITA    | Cofidis                 | "                      |
| 08.   | Arnaud De Lie     | BEL    | Lotto Soudal            | "                      |
| 09.   | Jasper Stuyven    | BEL    | Trek-Segafredo          | "                      |
| 10.   | Heinrich Haussler | AUS    | Bahrain Victorious      | "                      |